# Katutura-Ost
Katutura-Ost (englisch Katutura East) ist ein Wahlkreis in der Windhoeker Vorstadt Katutura in der Region Khomas in Namibia. Er hat knapp 23.000 Einwohner (Stand 2023), die auf einer Fläche von 4,4 Quadratkilometer leben.

## Wahlen
| Wahl | Name            | Partei | Stimmenanteil |
| ---- | --------------- | ------ | ------------- |
| 1992 |                 |        |               |
| 1998 | Gabriel Iithete | SWAPO  | 85,8 %        |
| 2004 |                 | SWAPO  | 62,3 %        |
| 2010 | Elina Ndapkua   | SWAPO  | 68,9 %        |
| 2015 | Ruben Sheehama  | SWAPO  | 81,0 %        |
| 2020 | Richard Gaoseb  | SWAPO  | 36,9 %        |